# Championnats d'Ouganda de cyclisme sur route
Les championnats d'Ouganda de cyclisme sur route sont les championnats nationaux de cyclisme sur route organisés par la Fédération ougandaise de cyclisme. La majorité des coureurs possèdent le statut d'amateurs.
Les premiers résultats connus remontent à 1999.

## Podiums des championnats masculins

### Course en ligne
| Année     | Vainqueur                          | Deuxième                  | Troisième           |
| --------- | ---------------------------------- | ------------------------- | ------------------- |
| 1999      | Bukenya Kaka                       |                           |                     |
| 2000      | Bukenya Kaka                       |                           |                     |
| 2001      | Brian Musitwa                      |                           |                     |
| 2002      | Bukenya Kaka                       |                           |                     |
| 2003      | Bukenya Kaka                       |                           |                     |
| 2004      | Sebastian Kigongo                  |                           |                     |
| 2005      | Pas organisé ou résultats inconnus |                           |                     |
| 2006      | Jasser Asuman                      |                           |                     |
| 2007      | Jasser Asuman                      |                           |                     |
| 2008      | Jasser Asuman                      |                           |                     |
| 2009      | Mayanja                            |                           |                     |
| 2010      | David Matovu                       | Dan Kawesi Alikisente     | Muzamilu Wavamuno   |
| 2011      | Sebastian Kigongo                  |                           |                     |
| 2012      | Leone Matovu                       | Salongo Bukenya           | Edwards Bukenya     |
| 2013      | Leone Matovu                       |                           |                     |
| 2014      | David Matovu                       | Sebastian Kigongo         | Lawrence Kyagulanyi |
| 2015      | Sebastian Kigongo                  | Sam Sabagwanyi            | David Matovu        |
| 2016      | Joseph Malala                      |                           |                     |
| 2017      | Mudathili Ali                      | Edwards Bukenya           | Sam Sabagwanyi      |
| 2018      | Azizi Ssempala                     | Samuel Musuufu            | Joseph Mbazira      |
| 2019-2023 | Pas organisé ou résultats inconnus |                           |                     |
| 2024      | Paul Lomuria                       | Paul Kato                 | Peter Wasswa        |
| 2025      | Charles Kagimu                     | Jordan Schleck Ssekanwagi | Lawrence Lorot      |

### Contre-la-montre
| Année | Vainqueur      | Deuxième       | Troisième     |
| ----- | -------------- | -------------- | ------------- |
| 2025  | Charles Kagimu | Lawrence Lorot | Shafik Mugalu |

## Podiums des championnats féminins

### Course en ligne
| Année | Vainqueur      | Deuxième        | Troisième       |
| ----- | -------------- | --------------- | --------------- |
| 2010  | Marion Ayebale | Rehema Nabanoba | Hadijah Najjuko |